# Liste der Bodendenkmäler in Aurach (Landkreis Ansbach)
Auf dieser Seite sind die Bodendenkmäler in der mittelfränkischen Gemeinde Aurach zusammengestellt. Diese Tabelle ist eine Teilliste der Liste der Bodendenkmäler in Bayern. Grundlage ist die Bayerische Denkmalliste, die auf Basis des Bayerischen Denkmalschutzgesetzes vom 1. Oktober 1973 erstmals erstellt wurde und seither durch das Bayerische Landesamt für Denkmalpflege geführt wird. Die folgenden Angaben ersetzen nicht die rechtsverbindliche Auskunft der Denkmalschutzbehörde.

## Bodendenkmäler der Gemeinde Aurach

### Bodendenkmäler in der Gemarkung Aurach
| Lage              | Objekt | Akten-Nr.     | Bild |
| ----------------- | --- | ------------- | ---- |
| Aurach (Standort) | Archäologische Befunde im Bereich der Hausburg der frühen Neuzeit mit hoch- und spätmittelalterlicher Vorgängerbebauung.                                                                                              | D-5-6728-0001 |      |
| Aurach (Standort) | Freilandstation des Mesolithikums und Siedlung des Neolithikums. | D-5-6728-0002 |      |
| Aurach (Standort) | Archäologische Befunde im Bereich der frühneuzeitlichen Katholischen Pfarrkirche St. Peter und Paul in Aurach und ihrer spätmittelalterlichen Vorgängerbauten einschließlich Friedhof mit Körperbestattungen.         | D-5-6728-0093 |      |
| Aurach (Standort) | Freilandstation des Mesolithikums und Siedlung des Neolithikums auf dem östlichen Bergsporn sowie archäologische Befunde im Bereich von Schloss Wahrberg und seiner hoch- und spätmittelalterlichen Vorgängeranlagen. | D-5-6728-0094 |      |

### Bodendenkmäler in der Gemarkung Weinberg
| Lage                | Objekt | Akten-Nr.     | Bild |
| ------------------- | --- | ------------- | ---- |
| Weinberg (Standort) | Archäologische Befunde im Bereich der abgegangenen Wallfahrtskapelle des späten Mittelalters und der frühen Neuzeit. | D-5-6728-0010 |      |
| Weinberg (Standort) | Burgstall des späten Mittelalters. | D-5-6728-0011 |      |
| Weinberg (Standort) | Freilandstation des Mesolithikums. | D-5-6728-0012 |      |
| Weinberg (Standort) | Freilandstation des Mesolithikums. | D-5-6728-0013 |      |
| Weinberg (Standort) | Freilandstation des Mesolithikums. | D-5-6728-0014 |      |
| Weinberg (Standort) | Freilandstation des Mesolithikums, Siedlung des Neolithikums. | D-5-6728-0015 |      |
| Weinberg (Standort) | Mittelalterliche und frühneuzeitliche Befunde im Bereich der Katholischen Pfarrkirche Mariä Sieben Schmerzen (ehemalige St. Aegidius) und ihrer Vorgängerbauten in Weinberg einschließlich Friedhof mit Körperbestattungen. | D-5-6728-0095 |      |
| Weinberg (Standort) | Siedlung des Neolithikums. | D-5-6728-0096 |      |